# Grands Prix automobiles de la saison 1936
Champion d'Europe des pilotes AIACR
 Bernd Rosemeyer
1935 1937
La saison de Grands Prix automobiles 1936 est la quatrième saison du championnat d'Europe des pilotes organisée par l'Association Internationale des Automobile Clubs Reconnus (AIACR). Cette année, le championnat est remporté par le pilote allemand Bernd Rosemeyer.

## Grands Prix de la saison

### Grands Prix du championnat
| Grand Prix             | Circuit     | Date         | Pilote vainqueur  | Constructeur vainqueur | Résultats |
| ---------------------- | ----------- | ------------ | ----------------- | ---------------------- | --------- |
| Grand Prix de Monaco   | Monaco      | 13 avril     | Rudolf Caracciola | Mercedes-Benz          | Résultats |
| Grand Prix d'Allemagne | Nürburgring | 26 juillet   | Bernd Rosemeyer   | Auto Union             | Résultats |
| Grand Prix de Suisse   | Bremgarten  | 23 août      | Bernd Rosemeyer   | Auto Union             | Résultats |
| Grand Prix d'Italie    | Monza       | 13 septembre | Bernd Rosemeyer   | Auto Union             | Résultats |

### Autres Grands Prix

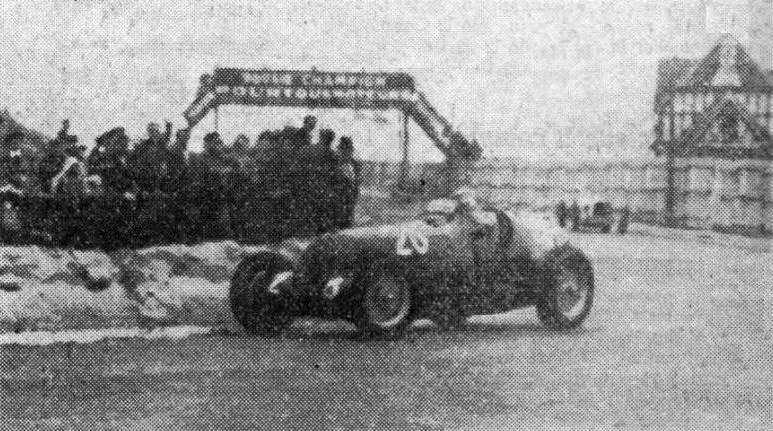
Quelques minutes avant l'accident de Giuseppe Farina au GP de Deauville 1936 (et décès de Marcel Lehoux).

| Grand Prix                    | Circuit             | Date         | Pilote vainqueur                     | Constructeur vainqueur | Résultats |
| ----------------------------- | ------------------- | ------------ | ------------------------------------ | ---------------------- | --------- |
| Grand Prix d'Afrique du Sud   | East London         | 1er janvier  | Mario Mazzacurati                    | Bugatti                | Résultats |
| Långforssjöloppet             | Långforssjön, Sala  | 9 février    | Per Victor Widengren                 | Alfa Romeo             | Résultats |
| Hörkenloppet                  | Hörken, Grängesberg | 17 février   | Eugen Bjørnstad                      | Alfa Romeo             | Résultats |
| Grand Prix d'hiver de Suède   | Rämen               | 23 février   | Eugen Bjørnstad                      | Alfa Romeo             | Résultats |
| Grand Prix de Pau             | Pau                 | 1er mars     | Philippe Étancelin                   | Maserati               | Résultats |
| Grand Prix de Norvège         | Gjersjøen           | 8 mars       | Eugen Bjørnstad                      | Alfa Romeo             | Résultats |
| Coupe du Prince Rainier       | Monaco              | 11 avril     | Prince Bira                          | ERA                    | Résultats |
| Grand Prix de Tripoli         | La Mellaha          | 10 mai       | Achille Varzi                        | Auto Union             | Résultats |
| Grand Prix de Finlande        | Eläintarharata      | 10 mai       | Eugen Bjørnstad                      | Alfa Romeo             | Résultats |
| Grand Prix de Tunisie         | Carthage            | 17 mai       | Rudolf Caracciola                    | Mercedes-Benz          | Résultats |
| Grand Prix des Frontières     | Chimay              | 31 mai       | Eddie Hertzberger                    | MG                     | Résultats |
| Grand Prix de Penya-Rhin      | Montjuïc            | 7 juin       | Tazio Nuvolari                       | Alfa Romeo             | Résultats |
| Grand Prix de Rio de Janeiro  | Gávea               | 7 juin       | Vittorio Coppoli                     | Bugatti                | Résultats |
| Eifelrennen                   | Nürburgring         | 14 juin      | Bernd Rosemeyer                      | Auto Union             | Résultats |
| Grand Prix de Hongrie         | Budapest            | 21 juin      | Tazio Nuvolari                       | Alfa Romeo             | Résultats |
| Grand Prix de Milan           | Milan               | 28 juin      | Tazio Nuvolari                       | Alfa Romeo             | Résultats |
| Grand Prix de l'ACF           | Montlhéry           | 28 juin      | Jean-Pierre Wimille Raymond Sommer   | Bugatti                | Résultats |
| Grand Prix de São Paulo       | São Paulo           | 12 juillet   | Carlo Maria Pintacuda                | Alfa Romeo             | Résultats |
| Grand Prix de Deauville       | Deauville           | 19 juillet   | Jean-Pierre Wimille                  | Bugatti                | Résultats |
| Circuit de Vila Real          | Vila Real           | 26 juillet   | Vasco do Sameiro                     | Alfa Romeo             | Résultats |
| Coppa Ciano                   | Livourne            | 2 août       | Carlo Maria Pintacuda Tazio Nuvolari | Alfa Romeo             | Résultats |
| Coppa Acerbo                  | Pescara             | 15 août      | Bernd Rosemeyer                      | Auto Union             | Résultats |
| Junior Car Club 200 mile race | Donington Park      | 29 août      | Richard Seaman                       | Delage                 | Résultats |
| Coppa Edda Ciano              | Lucques             | 6 septembre  | Mario Tadini                         | Alfa Romeo             | Résultats |
| Grand Prix de Modène          | Modène              | 21 septembre | Tazio Nuvolari                       | Alfa Romeo             | Résultats |
| Grand Prix de Donington       | Donington Park      | 3 octobre    | Hans Rüesch Richard Seaman           | Alfa Romeo             | Résultats |
| Mountain Championship         | Brooklands          | 17 octobre   | Raymond Mays                         | ERA                    | Résultats |
| Grand Prix de Buenos Aires    | Costanera           | 18 octobre   | Carlos Arzani                        | Alfa Romeo             | Résultats |
| Grand Prix d'Australie        | Victor Harbor       | 26 décembre  | Les Murphy                           | MG                     | Résultats |

## Classement du Championnat d'Europe des pilotes
| Classement | Pilote                          | Châssis        | MON  | ALL  | SUI  | ITA  | Points inscrits |
| ---------- | ------------------------------- | -------------- | ---- | ---- | ---- | ---- | --------------- |
| Champion   | Bernd Rosemeyer                 | Auto Union     | Abd. | 1er  | 1er  | 1er  | 10              |
| 2e         | Hans Stuck                      | Auto Union     | 3e   | 2e   | 3e   | Abd. | 15              |
| 3e         | Tazio Nuvolari                  | Alfa Romeo     | 4e   | Abd. | Abd. | 2e   | 17              |
| 4e         | Achille Varzi                   | Auto Union     | 2e   | Np.  | 2e   | Abd. | 19              |
| 5e         | Raymond Sommer                  | Alfa Romeo     | 7e   | 9e   | Abd. | Np.  | 21              |
| 6e         | Rudolf Caracciola               | Mercedes-Benz  | 1er  | Abd. | Abd. | Np.  | 22              |
| 7e         | Antonio Brivio                  | Alfa Romeo     | 5e   | 3e   | Np.  | Np.  | 23              |
| 7e         | Ernst von Delius                | Auto Union     | Np.  | 6e   | Np.  | 3e   | 23              |
| 7e         | Carlo Felice Trossi             | Maserati       | Abd. | 8e   | Np.  | 7e   | 23              |
| 10e        | Manfred von Brauchitsch         | Mercedes-Benz  | Abd. | 7e   | Abd. | Np.  | 24              |
| 10e        | Rudolf Hasse                    | Auto Union     | Np.  | 4e   | 5e   | Np.  | 24              |
| 10e        | Hermann Lang                    | Mercedes-Benz  | Np.  | Abd. | 4e   | Np.  | 24              |
| 10e        | René Dreyfus                    | Alfa Romeo     | Np.  | Abd. | Abd. | 4e   | 24              |
| 14e        | Jean-Pierre Wimille             | Bugatti        | 6e   | Abd. | Abd. | Np.  | 26              |
| 14e        | Luigi Fagioli                   | Mercedes-Benz  | Abd. | 5e   | Abd. | Np.  | 26              |
| 14e        | Giuseppe Farina                 | Alfa Romeo     | Abd. | Np.  | Abd. | Abd. | 26              |
| 17e        | Pietro Ghersi                   | Maserati       | 8e   | Np.  | Np.  | Abd. | 27              |
| 18e        | Louis Chiron                    | Mercedes-Benz  | Abd. | Abd. | Np.  | Np.  | 28              |
| 18e        | William Grover-Williams         | Bugatti        | 9e   | Np.  | Np.  | Np.  | 28              |
| 18e        | Philippe Étancelin              | Maserati       | Abd. | Np.  | Abd. | Np.  | 28              |
| 18e        | Thomas Pitt Cholmondeley-Tapper | Maserati       | Np.  | 10e  | Np.  | Np.  | 28              |
| 18e        | Francesco Severi                | Alfa Romeo     | Np.  | Abd. | Np.  | Np.  | 28              |
| 18e        | Piero Dusio                     | Maserati       | Np.  | Np.  | Np.  | 6e   | 28              |
| 18e        | Carlo Maria Pintacuda           | Alfa Romeo     | Np.  | Np.  | Np.  | 5e   | 28              |
| 25e        | Clemente Biondetti              | Siata/Maserati | Np.  | Np.  | Abd. | Abd. | 29              |
| 26e        | Walter Rens                     | Bugatti        | Np.  | Abd. | Np.  | Np.  | 30              |
| 26e        | Francis Curzon                  | Bugatti        | Np.  | Np.  | Abd. | Np.  | 30              |
| 28e        | Richard Seaman                  | Maserati       | Np.  | Abd. | Np.  | Np.  | 31              |
| 28e        | Juan Zanelli                    | Maserati       | Np.  | Abd. | Np.  | Np.  | 31              |
| 28e        | Mario Tadini                    | Alfa Romeo     | Abd. | Np.  | Np.  | Np.  | 31              |
| 28e        | Eugenio Siena                   | Maserati       | Abd. | Np.  | Np.  | Np.  | 31              |
| 28e        | Jacques de Rham                 | Maserati       | Np.  | Np.  | Abd. | Np.  | 31              |

Légende (1931 / 1935-1939)
- Vainqueur : 1 point
- Deuxième : 2 points
- Troisième : 3 points
- Quatrième ou complété à plus de 75 % : 4 points
- Complété entre 50 et 75 % : 5 points
- Complété 25 et 50 % : 6 points
- Complété à moins de 25 % : 7 points
- N'a pas participé (np) : 8 points
- Disqualifié (dsq) : 8 points
- En gras : pole position
- En italique : meilleur tour en course
- * : voiture partagée

Légende (1932)
- Vainqueur : 1 point
- Deuxième : 2 points
- Troisième : 3 points
- Quatrième : 4 points
- Cinquième : 5 points
- Autre partant : 6 points
- Disqualifié (dsq) : 6 points
- N'a pas participé (np) : 7 points
- En gras : pole position
- En italique : meilleur tour en course
- * : voiture partagée

## Grands Prix nord-américains
Les courses se déroulant aux États-Unis sont regroupés au sein du Championnat américain organisées par l'Association américaine des automobilistes (AAA). Au total, sept courses dont quatre comptant pour le classement final se déroulent cette année-là.
Mauri Rose remporte le championnat.